# Casa Gabriel Vives i Bella
La Casa Gabriel Vives i Bella és una obra de Tarragona protegida com a Bé Cultural d'Interès Local.

## Descripció
Edifici d'habitatges format per planta baixa i quatre pisos, construït l'any 1860 sota la direcció de Ignasi Jordà i Armalich per Gabriel Vives. Destaca la cambra d'aire i també el perfecte treball de la pedra, igual que observem a la casa del costat, Rambla Nova, 50. A la part inferior de l'edifici hi trobem dues portes d'accés situades a banda i banda de la façana amb forma d'arc de mig punt, mentre que al mig hi ha dues obertures amb llinda. A cada planta li correspon en quatre obertures amb els seus respectius balcons, treballats en ferro, excepte a la segona planta, on al cos central hi ha un balcó escorregut. La planta baixa i el primer pis està revestit amb un aplacat que vol imitar la pedra de carreu i, la resta de la façana està arrebossada. Destaca el treball decoratiu (molt semblants entre ells) realitzat a les balconades de les successives cases del costat.